# Dioryctria sylvestrella
Espèce
La Pyrale du tronc (Dioryctria sylvestrella) est une espèce d'insectes lépidoptères de la famille des Pyralidae.
Elle vit en Europe.
Elle a une envergure de 28 à 35 mm. Elle vole de juin à octobre selon les endroits sur une génération.
Sa larve se nourrit sur les pins et notamment le pin maritime en France.

## Galerie

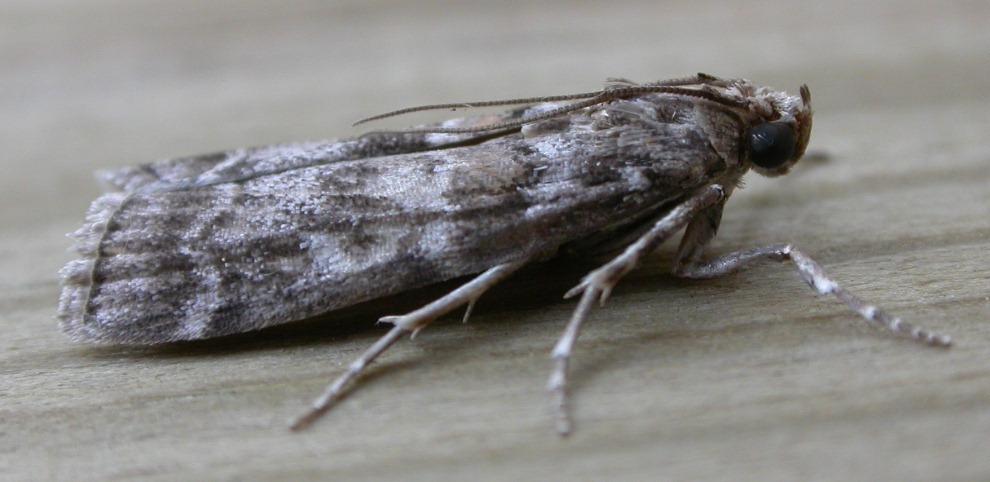
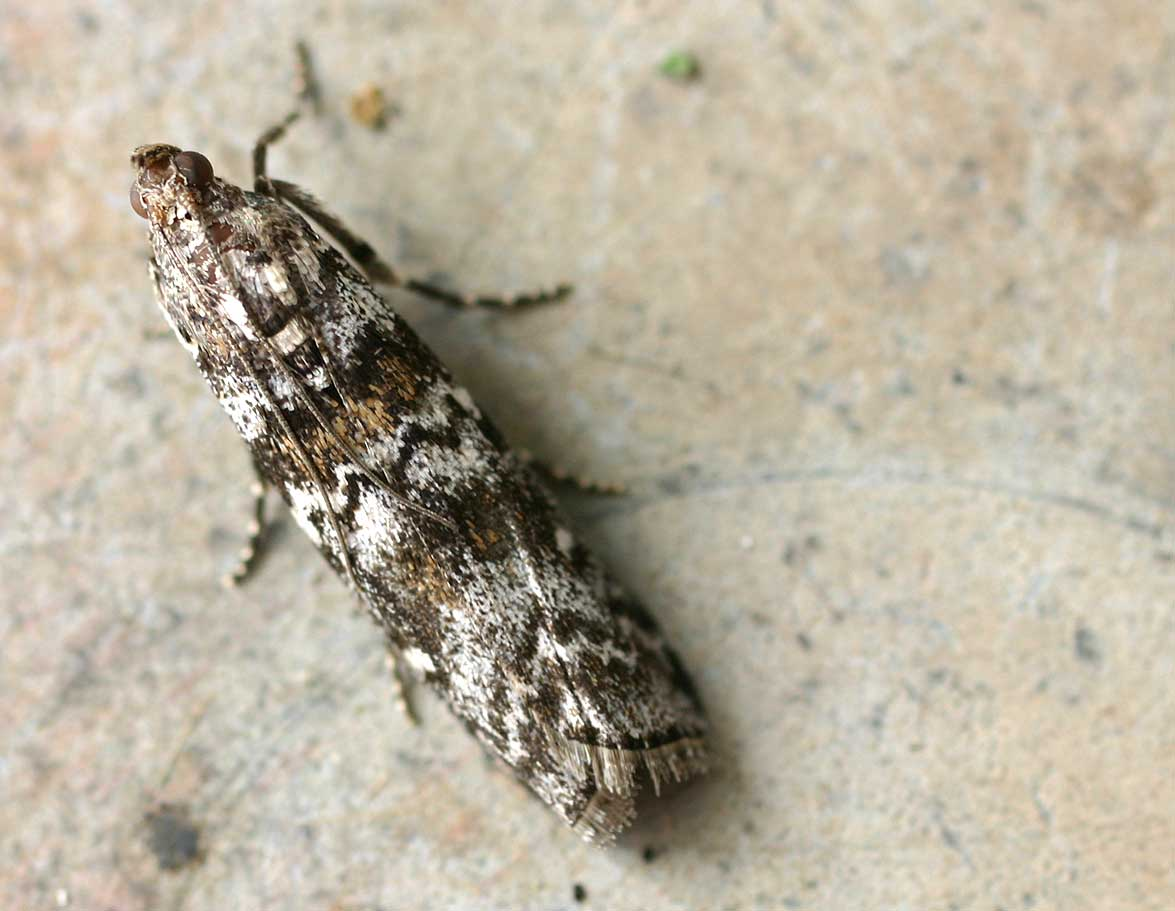

## Synonyme
- Dioryctria splendidella